# Valentina Monetta
Valentina Monetta, * 1. marec 1975, San Marino.
Valentina Monetta je  sanmarinska pevka. Leta  2012,  2013,  2014 in  2017 je na  Pesmi Evrovizije prestavljala  San Marino.

## Zgodnje življenje
Rodila se je 1. marca 1975 v San Marinu kot mlajši otrok v štiričlanski družini. Njena mama prihaja iz San Marina, njen oče pa je Italijan. V otroštvu se je sama naučila igrati klavir in peti, pela je predvsem jazz in R&B pesmi. Diplomirala je na šoli Giovanni di Rimini v  Riminiju. Svojo pevsko kariero je pričela leta 1996 v skupini Tiberio, sodelovala pa je tudi s skupinami Parafunky, Harem-B, 2blackBluesmobile in My Funky Valentine. Leta 2001 je tekmovala v prvi sezoni italijanske različice pevskega resničnostnega šova Popstars (it).

## Kariera

### Pesem Evrovizije 2008
Leta 2008 je na sanmarinski nacionalni interni izbor za Pesem Evrovizije poslala pesem "Se non ci sei tu", vendar je nacionalna televizija San Marina ni izbrala kot njihovo predstavnico.

### Pesem Evrovizije 2012
14. marca 2012 je nacionalna televizija San Marina objavila, da jih bo Valentina na izboru za Pesem Evrovizije 2012 v  Azerbajdžanu predstavljala s skladbo "Facebook Uh, Oh, Oh (A Satirical Song)". Vendar pa je bila pesem štiri dni po objavi zaradi kršenja Evrovizijskih pravil diskvalificirana. Besedilo je namreč vsebovalo besedo Facebook, komercialna sporočila pa v besedilih niso dovoljena.  Zveza EBU je San Marinu ponudila, da spremenijo besedilo pesmi in tako so 22. marca 2012 objavili pesem "The Social Network Song (Oh Oh – Uh - Oh Oh)" s podobnim besedilom, le brez direktne omembe besede Facebook. Pesem je bila predstavljena v prvem polfinalnem večeru in zasedla 14. mesto z 31 točkami ter se posledično ni uvrstila v finalni večer.

### Pesem Evrovizije 2013
30. januarja je nacionalna televizija San Marina objavila, da jih bo Valentina že drugič zapored predstavljala na izboru za Pesem Evrovizije 2013, tokrat na  Švedskem s pesmijo "Crisalide (Vola)".  Glasbo je napisal Ralph Siegel, besedilo pa Mauro Balestri. Pesem je postala izjemno priljubljena med oboževalci omenjenega šova, klub Evrovizijskih oboževalcev OGAE pa jo je izglasoval kot drugo najboljšo pesem tistega leta, takoj za Dansko zmagovalko Emmelie de Forest. Pesem je bila predstavljena v drugem polfinalnem večeru in zasedla 11. mesto z 43 točkami ter se tako ni uvrstila v finalni večer.

### Pesem Evrovizije 2014
Junija 2013 je nacionalna televizija San Marina skupaj z Valentino in Ralphom Sieglom podpisala pogodbo o ponovnem nastopu na  Pesmi Evrovizije 2014 na  Danskem. Tako je Valentina postala četrta pevka, ki je svojo državo trikrat zapored predstavljala na omenjenem festivalu. V preteklosti so to bili še Lys Assia iz  Švice, Corry Brokken iz  Nizozemske (obe sta predstavljali svoji državi leta  1956,  1957 in  1958) in Udo Jürgens iz  Avstrije ( 1964,  1965 in  1966). 
14. marca 2013 je Valentina predstavila svojo pesem "Maybe (Forse)", s katero je nastopila v prvem polfinalnem večeru. Tokrat se ji je prvič v treh letih z desetim mestom in 40 točkami v polfinalu uspelo uvrstiti v finalni večer, kjer je zasedla 24. mesto, prejela pa 14 točk.

### Pesem Evrovizije 2015
Na uradnem Evrovizijskem kanalu na spletni strani YouTube je Valentina napovedala, da se bo na evrovizijski oder mogoče vrnila še četrtič in tako postala prva pevka, ki je svojo državo predstavljala štiri leta zapored. Vendar je sanmarinska televizija maja 2014 sporočila, da Valentina leta 2015 ne bo nastopila na evrovizijskem odru.
Pevka je kasneje na Instagramu potrdila, da se ne bo udeležila Pesmi Evrovizije 2015, da je bila to njena odločitev in da se nekaj časa ne namerava ponovno udeležiti  izbora.

### Pesem Evrovizije 2017
12. marca 2017 je bilo potrjeno, da bo Valentina Monetta na Pesmi Evrovizije 2017 ponovno zastopala svojo državo. Nastopila je v duetu s pevcem Jimmijem Wilsonom, s skladbo Spirit of the Night. Nastopila je v drugem polfinalu ter le z eno točko zasedla zadnje mesto. 
Valentina Monetta je tako postala poleg Elisabeth Andreassen in Sue Schell (iz skupine Peter, Sue & Marc) pevka s štirimi in s tem največ nastopi na evrovizijskih izborih.

### Albuma"La storia di Valentina Monetta"in"Sensibilità (Sensibility)"
Junija 2013 je izdala album "La storia di Valentina Monetta", ki je vseboval obe njeni pesmi z Evrovizije kot tudi pesmi z njenega predhodnega digitalnega albuma. Oktobra 2013 je za pesem "L'amore verrà", ki se nahaja na omenjenem albumu, posnela tudi videospot. Oktobra 2013 je napovedala, da bo njen prihajajoči album vseboval pesem, s katero se bo tretjič predstavila na Evroviziji. Decembra istega leta pa je v sodelovanju s pevcem Joshuem de Canedéxom in pevskim zborom Corale San Marino izdala pesem "A Kiss", za katero je posnela tudi videospot. Aprila 2014 je izšel njen novi album "Sensibilità (Sensibility)".

## Diskografija

### Albumi
- 2011: Il mio gioco perferito
- 2013: La storia di Valentina Monetta
- 2014: Sensibilità (Sensibility)

### Singli
- 2002: Sharp
- 2007: Vai (feat. 2Black & Papa Winnie)
- 2008: Se Non Ci Sei Tu
- 2011: Una Giornata Bellissima
- 2012: I'll Follow the Sunshine
- 2012: The Social Network Song (Oh oh - Uh - Oh oh)
- 2013: Crisalide (Vola)
- 2013: L'amore Verrà
- 2013: A Kiss (feat. Joshua de Canedéx & Corale San Marino)
- 2014: Maybe (Forse)